# Jane Millares Sall
Jane Millares Sall née le 2 août de 1928 à Las Palmas de Grande Canarie, morte le 2 novembre de 2022 est une peintre et sculptrice canarienne.

## Biographie
Jane Millares née María del Carmen Millares Sall, est née le 2 août 1928 à Las Palmas de Grande Canarie, dans une famille à forte tradition culturelle et artistique. Son père Juan Millares Carló (es) est poète. Deux de ses frères Manolo Millares et Eduardo Millares Sall (es)sont peintres. Deux autres frères José María Millares (es) et Agustín Millares Sall (es) sont poètes. Et Totoyo Millares (es) est compositeur.
Jane Millares se marie en 1944 avec le journaliste  canarien Luis Jorge Ramírez. Elle peint ses  premières huiles. En 1955, elle expose au Musée Canarien de Las Palmas. Elle est la première à avoir une exposition personnelle aux Canaries. Après une brève période expérimentale proche des courants post-expressionnistes, elle trouve son propre style proche du mouvement indigénisme. Elle est la seule femme du mouvement artistique indigenisme de l'Archipel.
Elle s'engage tout au long de sa vie pour la défense du patrimoine naturel et culturel des Îles Canaries, ainsi que l'amélioration des conditions de vie pour les  personnes défavorisées. Elle défend la création de l'Université de Las Palmas de Grande Canarie, à travers des manifestations publiques, écrits et entretiens.
Elle illustre également des nombreux exemplaires de poésie sociale et autres publications Planas de Poesía (1949-1951) ou la revue Millares  (1964-1967). En 1951, elle fonde avec ses frères, le groupe LADAC (Les Arqueros de l'Art Contemporain) qui défend l'abstraction.

## Prix et distinctions
- Premier Prix de la Biennale Régionale de Beaux-Arts du Cabinet Littéraire, 1972[7]
- Médaille d'Or des Canaries, 2005
- Can D'Argent du Conseil municipal de Grande Canarie, 2005[8]
- Prix de Las Palmas de Gran Canaria, 2022[9]